# 爛柯
爛柯（らんか）は、囲碁の別称の一つで、中国の『述異記』などにある伝説に基づいたもの。

## 述異記などの伝説

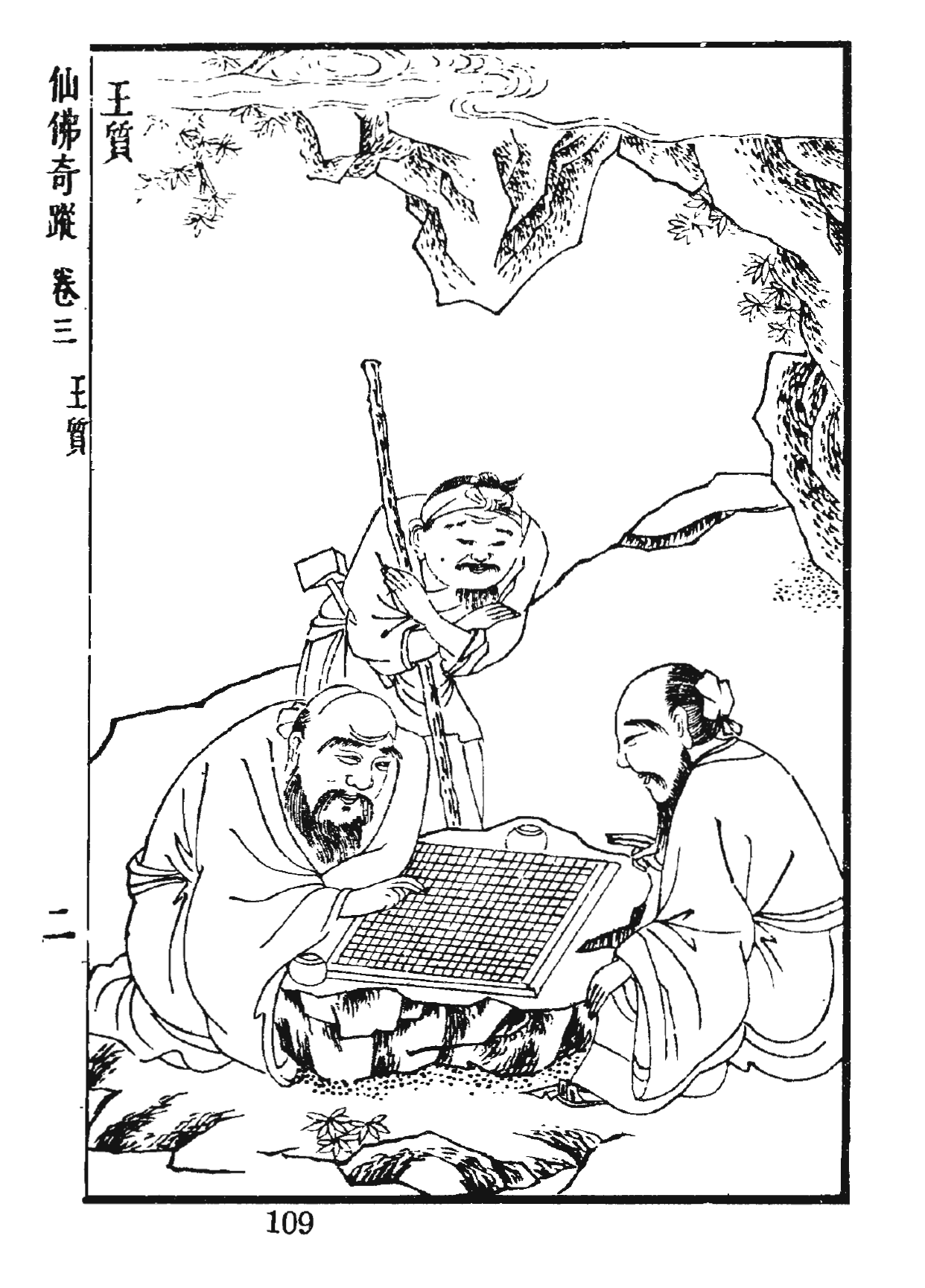
爛柯

南朝梁の任昉『述異記』上巻に以下の故事がある。
晋の時代に信安郡の石室山へ王質という木こりが分け入ったところ、数人の童子が歌いながら碁を打っていた。王質は童子にもらった棗の種のようなものを口に入れてそれを見物していたが、童子に言われて気がつくと斧の柄（柯）がぼろぼろに爛れていた。山から里に帰ると、知っている人は誰一人いなくなっていた。
この話は『述異記』が著名だが、虞喜『志林』（太寧3年（325年）刊）に記されているものが最も古い。『晋書』にも同様の話が所載されている。
北魏の酈道元『水経注』には、やはり晋の時代に、
王質が木を伐りに行って石室に着くと、4人の童子が琴を弾いて歌っていた。王質はこれを聞いていたが、しばらくして童子が帰るように言われると、斧の柄が爛し尽くされており、家に帰ると数十年が過ぎていた。
宋代の『太平寰宇記』巻九十七・江南東道の衢州信安県の条で、石室山は別名石橋山・空石山ともいい、王質が童子の碁を見ていると、童子が、汝の柯、爛せりと言う。家に帰ると100歳になっていた。この山は爛柯山とも名付けられた。同書の巻八十・剣南西道巂州越巂県の条で、王質は二人の仙人が碁を打っているのを見て、碁が終わって見ると斧の柄が腐っており、二人が仙人であることを悟った。
明代の王世貞『絵図列仙全伝』では、王質が童子の碁を見ていると、斧の柄が爛り、家に帰ると数百年が過ぎており、王質はふたたび山に入り仙人となる。

## 類似の伝説
唐の段成式の『酉陽雑俎』では、
晋の泰始年間、北海の蓬球、字は伯堅という者が、貝丘の玉女山の山奥で不思議な宮殿にたどり着くと、中では四人の婦人が碁を打っていた。そこに鶴に乗った女が現れ、球のいることに怒ったので、門を出て振り返ると宮殿は消え失せていて、家に帰ると建平年間になっていた。
『幽明録』にある民話では、漢の明帝の永平5年（62年）に剡県で、劉晨と阮肇が天台山で女に出会い、村へ帰ると七代後の子孫が住んでいた。この変形で「仙女の洞窟」という民話では、劉晨と阮肇が山で迷い込んだ洞窟で仙女が碁を打っていた。村へ帰ると4、500年が過ぎており、洞窟に戻ると扉が閉じていて、二人は頭を壁に打ちつけて死んでしまった。天はこれを哀れんで、二人を幸運の神と悪運の神に任命した。
また南朝宋の劉敬叔『異苑』には、男が馬に乗って山中の洞窟を通りかかると、二人の老人が樗蒲をしていた。見物していて気がつくと、鞭は腐り馬は白骨化していたという話がある。
同じく南朝宋の頃、江西黎川近くの蒙秦山の伝説では、木こりが牛にまたがって山中に入り、仙人の碁を見ていると斧が腐り牛は骨と皮ばかりに干涸びていた。
東晋の干宝『捜神記』の「北斗南斗桑下囲棋」は、
占星家の管輅が南陽で趙顔という若者に若死にの相があると告げた。顔はその運命を逃れるべく、管輅に教えられた通りに、桑の木の下で碁を打っている二人の男に酒と肉でもてなすと、寿命を延ばしてくれた。

## 爛柯への言及
唐代の孟郊による「爛柯山石橋」や、白居易・劉禹錫などが、爛柯山についての詩を詠んでいる。『西遊記』の第十回、太宗と魏徴が布陣した場面では「爛柯経に云わく」として戦術論が述べられている。
菅原道真の『菅家文草』に収められる「囲碁」と題する詩では、「若得逢仙客 樵夫定爛柯」（若し仙人に逢えば樵の斧は柄は腐るだろう）と結ばれている。『古今和歌集』には紀友則「故郷は 見しこともあらず 斧の柄の くちし所ぞ 恋しかりける」という、碁仲間を思う歌が収められている。
近松門左衛門『国性爺合戦』の第四段「碁立軍法（九仙山）」では、明の幼太子を連れた呉三桂が放浪の末に江化府の九仙山に登ると、二人の老翁が碁を打っており、碁盤を世界に見立てた呉との会話に「軍は華の乱れ碁や、飛びかふ烏、群居る鷺と譬えしも、白き黒きに夜晝も、別で昔の斧の柄も、おのづからとや朽ちぬべし」とある。呉は翁に促されて、日本から来た国性爺が明の復興のために中国全土で戦を繰り広げる様を、山頂から一瞬で幻視する。
江戸時代の囲碁棋士林元美は、欄柯堂の筆名を用い、『爛柯堂棋話』などの著作を残した。日本棋院は1925年に、機関誌『棋道』の姉妹誌として『爛柯』を創刊し、後に『囲碁クラブ』に改名された。

## 爛柯山
爛柯山という山の名は、浙江省衢州市柯城区、山西省長治市武郷県、陝西省延安市洛川県、広東省肇慶市高要区に残されており、それぞれに爛柯伝説がある。また四川省達州市通川区の鳳凰山にも同様の伝説があり、爛柯邸が建てられている。
一般には衢州のものが本来の土地と考えられており、青霞洞という洞窟が王質の入った石室とされ、山門わきに中国囲棋協会の陳祖徳の書による「衢州爛柯 囲棋仙地」の石碑も建てられている。2006年からは囲碁棋戦衢州・爛柯杯中国囲棋冠軍戦が、衢州市で開催されている。